# Pieter Jansz Quast

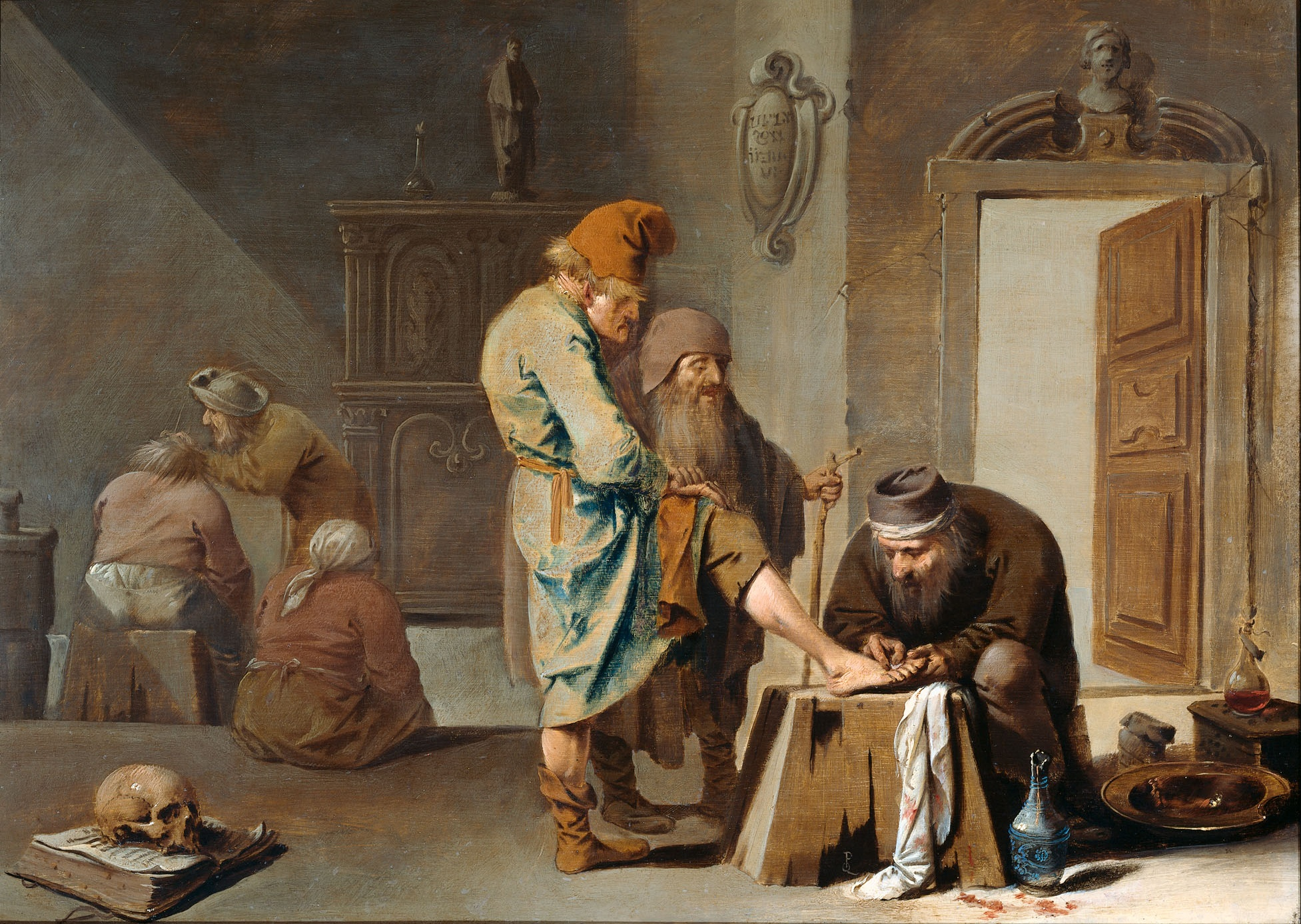
L'opération du pied, Pieter Quast, Rijksmuseum, Amsterdam

Pieter Jansz. Quast (17 avril 1605, Amsterdam - 26 mai 1647, Amsterdam) est un peintre et graveur néerlandais du siècle d'or.

## Biographie
Pieter Quast est né à Amsterdam aux Pays-Bas. Ces parents sont originaires de Emden ; son père est marin.
Entre 1634 et 1641, il vit à La Haye. Il devient membre de la Guilde de Saint-Luc de La Haye. Il revient s'installer à Amsterdam à partir de 1641.
Ses tableaux s 'inspirent en général des œuvres de Brouwer et A. van Ostade, et dépeignent souvent des scènes de mendiants ou des assemblées de rustres bon-vivants, traités souvent avec humour et sans tomber dans la vulgarité. Il a été surnommé le "Callot hollandais".
Il décède en 1647 à Amsterdam.

## Œuvres
- L'opération du pied[4], Rijksmuseum, Amsterdam
- Les paysans dans la taverne[5], Kunsthistorisches Museum Wien, Vienne, Autriche
- Joueurs de cartes[6], Musée de la Chartreuse, Douai, France